# 발터 폰 브라우히치
하인리히 알프레트 헤르만 발터 폰 브라우히치(Heinrich Alfred Hermann Walther von Brauchitsch: 1881년 10월 4일 - 1948년 10월 18일)는 제1차 세계대전과 제2차 세계대전에서 활약한 독일의 육군 군인이다. 그는 제2차 대전 초반에 독일 국방군 육군의 최고사령관을 맡아 독일의 승리에 기여했으나, 1941년 말 모스크바 공방전 실패의 책임을 지고 물러났다.

## 초기 이력
베를린에서 기병장군의아들로 태어났다. 베를린 최고 명문인 프란최시시에스 김나지움을 졸업하고 1900년 프로이센 근위대에 들어갔다. 그는 두각을 나타내어 제1차 세계대전에는 총참모부에 배속되었다. 이후 많은 재산의 상속녀인 엘리자베트 폰 카르슈테트와 결혼하였다.

## 히틀러 집권 이후
1933년 히틀러가 집권하자, 브라우히치는 동프로이센 군관구의 사령관으로 임명되었다.1937년에는 제4군 집단의 사령관이 되었다.
브라우히치는 나치당의 재군비 정책을 열렬히 지지했고, 히틀러의 개인적인 카리스마에 빠져들었다.
이러한 히틀러에 대한 맹목적인 지지는 히틀러의 신임을 받게 되어 군 내에서 빠르게 승진하였고, 심지어는 히틀러로부터 재정지원을 받기도 하였다.
1938년 2월 브라우히치는 아내 엘리자베트와 28년간의 결혼생활을 청산하고 열열한 나치당원인 젊은 여성과 재혼하려고 하였다. 히틀러는 다른사람의 이혼에 반대했지만, 브라우히치의 이혼과 재혼은 열렬히 지지하였다. 그리하여 히틀러는 브라우히치가 재혼하는데 드는 80,000 마르크의 비용을 지원하였다.
그리고 이달에 반나치 성향을 가졌기 때문에 힘러에 의해 동성애의 조작된 증거로 해임당한 베르너 폰 프리치의 뒤를 이어 브라우히치는 육군 총사령관에 임명되었다.
브라우히치는 점점 증가되는 나치당의 군사조직인 무장 친위대의 영향력을 두려워했고, 이들이 후에 공식적으로 독일 국방군을 대체하지 않을까 우려하기 시작했다. 또한 그는 동프로이센의 지역 나치당 책임자인 에리히 코흐와 사이가 안좋았고, 히틀러는 이들을 화해시켜야만 했다.
루드비히 베크 장군과 마찬가지로 브라우히치는 히틀러의 오스트리아 (안슐루스)와 체코슬로바키아 병합을 반대했다. 그러나 브라우히치는 감히 아내일로 신세를 진 히틀러에 저항할 수 없었다. 베크가 체코 침략전에 이를 항의하여 브라우히치에게 육군 총참모부의 총사임을 제의했음에도 그는 아무일도 하지 않았다.
1938년 9월, 한 무리의 독일 장교들이 반히틀러 음모를 꾸미기 시작했고, 육군 총사령관인 브라우히치를 자기편으로 가담시키려고 했으나, 브라우히치는 "나는 아무것도 안 하겠지만, 다른 누가 뭘 하는 것은 막지 않겠다"는 기회주의적인 태도를 보였다. 1938년의 반히틀러 음모가 무산된 이후, 브라우히치는 히틀러를 권력에서 몰아내자는 베크를 비롯한 다른 음모자들로부터의 호소에 등을 돌렸다.

## 제2차 세계 대전
1939년 9월 제2차 대전이 발발하고 독일은 육군의 기갑부대와 공군을 앞세운 전격전으로 폴란드 침공을 성공리에 마쳤다. 1940년 브라우히치는 폴란드 침공의 공적으로 원수로 승진하고, 프랑스 공격을 지휘하여 프랑스의 항복을 받았다. 프랑스 정복 후에는 "제 뢰벤 작전"으로 영국을 공략하고, 만약 영국이 항복하면 히틀러는 브라우히치를 영국 총독으로 임명할 예정이었다. 그러나 이는 독일 공군이 제공권을 장악하지 못해 실패로 끝났다.
브라우히치는 육군 총사령관으로서 정복된 폴란드에서 벌어지는 나치당과 SS의 인종적 학대 행위에 동조하였으며, 이를 비판하는 국방군 장교들에게 나치 정책을 순순히 따를 것을 명령하였다.
1941년 6월 독일은 소련을 공격했고 (바르바로사 작전), 처음에는 진격이 순조로웠으나, 11월이 되자 소련군의 반격과 함께 추위가 찾아와 독일군은 계속 후퇴를 하였다. (모스크바 공방전). 이런 와중에서 히틀러는 육군 총사령관인 브라우히치를 크게 질책했고, 브라우히치는 스트레스를 받아 심장마비를 일으켰다. 그리하여 브라우히치는 12월 19일 공식적으로 해임되었고, 히틀러가 직접 육군 총사령관을 맡았다.
이후 브라우히치는 은퇴하여 남은 대전기간에 프라하 근처의 별정에서 별다른 활동없이 보냈다.

## 종전 이후
독일이 항복하자 브라우히치는 전범혐의로 체포되었다. 그러나 그는 1948년 기소전에 함부르크에서 사망하였다.
| 전임 베르너 폰 프리치 | 제2대 육군최고지휘관 1938년 2월 4일 – 1941년 12월 19일 | 후임 아돌프 히틀러 |